# Cornățel, Argeș
Cornățel este un sat în comuna Buzoești din județul Argeș, Muntenia, România.